# Ballet Real
El Ballet Real (inglés: The Royal Ballet) es la primera compañía de ballet del Reino Unido. Tiene por residencia la Royal Opera House en Covent Garden, Londres, Inglaterra. 
Fue fundado por Dame Ninette de Valois en 1931 con el nombre de Vic-Wells Ballet, y actuó en los teatros Old Vic y el Sadler's Wells hasta 1946. Luego pasó a llamarse Sadler's Wells Ballet. En aquel tiempo, de Valois, entonces su directora artística, fue invitada para ofrecer la compañía a la ROH como compañía de ballet permanente de la ópera nuevamente fundada bajo la dirección de David Webster.
Su coreógrafo fundador fue Sir Frederick Ashton, nombrado en 1933. En 1939, la mayoría de ballets importantes ya había sido repuesto por Nicholas Serguéyev (Nicholas Sergeyev). En 1956, el Sadler’s Wells Ballet y la compañía de danza del Sadler’s Wells Theatre se fusionaron para formar lo que conocemos como el Royal Ballet. 
Entre los bailarines célebres del Ballet Real han estado Dame Margot Fonteyn, Dame Ninette de Valois, Anthony Dowell, Rowena Jackson, Irek Mukhamedov, Darcey Bussell,  Iñaki Urlezaga,  Miyako Yoshida, José Manuel Carreño (José Manuel Carreño) y Sylvie Guillem (invitado principal). En 2002, la maestra bailarina del Ballet Real Monica Mason reemplazó a Ross Stretton para convertirse en Directora de la Compañía.
Entre los coreógrafos de la compañía de ballet han estado, además de Ashton, John Cranko, Sir Robert Helpmann (en la época de la Segunda Guerra Mundial) y Sir Kenneth MacMillan.
El Ballet Real organiza giras internacionales regulares.
Una compañía muy diversa con bailarines de todas partes del mundo, entre los principales bailaires actuales están: la rusa Natalia Ósipova, los italianos Federico Bonelli y Ambra Vallo,  la rumana Alina Cojocaru y la argentina Marianela Núñez.

## Estructura
El Royal Ballet tiene seis rangos de bailarines:
- Artistas: este es el nivel más bajo de la empresa y forman el cuerpo de baile de la compañía juntamente con los primeros artistas y los bailarines principales. En este nivel se encuentran los bailarines graduados de la escuela que entran a formar parte de la compañía.
- Primeros artistas: son los más veteranos del cuerpo de baile, aquellos artistas que ya llevan tiempo en el rango más bajo. Estos tienen la oportunidad de hacer las actuaciones más destacadas del cuerpo de baile.
- Solistas: suele haber entre 15-20 solistas en la compañía. Estos bailarines realizan la mayoría de los papeles individuales y menores de las actuaciones.
- Primer solista: en este nivel se encuentran los bailarines que están siendo considerados para ascender al nivel principal. Tienen la oportunidad de bailar un gran repertorio de variaciones de los solistas más destacados mientras están siendo estudiados. Si suben de nivel tendrán la oportunidad de realizar funciones de liderazgo cuando un bailarín principal no esté disponible.
- Artista personaje principal: son los bailarines de la compañía que realizan papeles de personajes principales e importantes en un ballet. Estos personajes son muy teatrales e incluyen la danza teatral y la mímica del ballet. Estos bailarines suelen ser artistas mayores que ya no pueden realizar los papeles más exigentes físicamente.
- Principal: los bailarines que están en esta categoría realizan los papeles principales de un ballet. Son reconocidos como los bailarines principales de la compañía y, la mayoría de ellos, los mejores bailarines del mundo.

El Royal Ballet también tiene los artistas invitados y el principal artista invitado. Hay un artista invitado cuando se le da el papel principal a una bailarina que está de visita para hacer un ballet en concreto o una edición limitada. El papel de principal artista invitado se da cuando el bailarín de visita está un largo tiempo con la compañía.

## Bailarines Principales / Principal Dancers
| Nombre             | Nacionalidad   | Educación                                              | Otras Compañías (inc. Artista invitado) |  |
| ------------------ | -------------- | ------------------------------------------------------ | --------------------------------------- |  |
| Lauren Cuthbertson | Reino Unido    | Royal Ballet School                                    |                                         |  |
| Sarah Lamb         | Estados Unidos | Boston Ballet School                                   | Boston Ballet                           |  |
| Laura Morera       | España         | Royal Ballet School                                    |                                         |  |
| Marianela Núñez    | Argentina      | Escuela de Ballet del Teatro Colón Royal Ballet School |                                         |  |

## Repertorio
- Swan Lake
- Giselle
- La fille mal gardée
- Onegin
- Sylvia
- The Sleeping Beauty
- Cinderella
- Manon
- Romeo and Juliet
- Mayerling
- The Prince of the Pagodas
- A Month in the Country
- Winter Dreams
- The Tales of Beatrix Potter
- Peter and the Wolf
- The Nutcracker
- Les Patineurs
- Le Valse
- Theme and Variations
- Invitus Invitam
- Rhapsody
- Sensorium
- The Rite of Spring
- Ballo Della Regina
- DGV: Danse à Grande Vitesse
- Scene de Ballet (Ashton)
- Voluntaries
- Still Life at the Penguin Cafe
- Alice's Adventures in Wonderland
- La Bayadère
- The Firebird
- Agon
- Symphony in C (ballet)
- Ondine
- Concerto
- Elite Syncopations
- The Judas Tree
- Carmen
- Limen
- Chroma
- Asphodel Meadows
- Sphinx
- As One
- Electric Counterpoint
- Tryst
- Song of the Earth
- Anastasia
- The Dream
- Sweet Violets
- Carbon Life

## Fechas importantes
- La bella durmiente del bosque (1946, coreografía de Marius Petipa).
- Presentación en Nueva York en 1949.
- Variaciones sinfónicas (1946, coreografía de Sir Frederick Ashton).
- Cenicienta (1948, de Ashton).
- Sir Frederick Ashton, director del Ballet, en 1963.
- Giras con repertorio popular de clásicos en 1964.
- Las dos compañías se unen en 1970.
- La segunda compañía encuentra en 1975 una sede en Birmingham.